# Nowy Teatr w Warszawie
Nowy Teatr, właśc. Międzynarodowe Centrum Kultury Nowy Teatr – teatr znajdujący się w Warszawie przy ulicy Madalińskiego 10/16. 

## Opis
Nowy Teatr swoją działalność rozpoczął w sezonie 2008/2009 realizacją spektaklu „(A)pollonia“ w reżyserii Krzysztofa Warlikowskiego na podstawie tekstów m.in. Ajschylosa, Eurypidesa i Hanny Krall – premiera odbyła się 16 maja 2009 roku. W sezonie 2008/09 zaplanowano także cykle koncertów współczesnej muzyki poważnej, wystawy oraz cykle wykładów.

## Siedziba
Sto pięćdziesiąt lat temu miejsce, gdzie obecnie znajduje się Nowy Teatr, pełniło funkcję wyrobiska gliny, z której wytwarzano cegły. Po około pięćdziesięciu latach zaprzestano eksploatacji gliny, a gliniankę zasypano odpadami i hałdami śmieci. W 1927 roku, na obrzeżach dawnego wyrobiska, wzniesiono halę warsztatową, która służyła jako zaplecze techniczne do naprawy wozów wykorzystywanych w miejskim systemie oczyszczania. Historia Nowego Teatru na tym terenie zaczyna się w 2008 roku. Początkowo teatr korzystał z kilku niewielkich pomieszczeń wynajmowanych od Miejskiego Przedsiębiorstwa Oczyszczania przy ul. Madalińskiego 10/16 na Mokotowie.  W 2012 roku przejął całość obiektu, stając się jedynym użytkownikiem zarówno zabytkowej hali warsztatowej, jak i otaczającego terenu o powierzchni 9 tysięcy metrów kwadratowych. W efekcie powstał tu nowoczesny, interdyscyplinarny ośrodek kultury, który łączy tradycję z nowatorskim podejściem do sztuki. W hali warsztatowej MPO z 1927 roku, która została w 2008 roku wpisana do rejestru zabytków, powstała sala widowiskowa ze sceną i widownią na 450 miejsc. Nowy Teatr obecnie pomieści również m.in. księgarnię oferującą wydawnictwa na temat teatru i sztuki, kawiarnię połączoną z oranżerią, a także przestrzeń, w której będą się odbywać wystawy, koncerty, seminaria, konferencje, próby oraz małe przedstawienia. 

## Zespół
Dyrekcja: Karolina Ochab – dyrektor naczelny, Krzysztof Warlikowski – dyrektor artystyczny, Urszula Kropiwiec – wicedyrektorka, Paweł Kamionka – dyrektor ds. technicznych i administracyjnych.
Zespół artystyczny: Małgorzata Szczęśniak – scenograf, Paweł Mykietyn – kierownik muzyczny, Piotr Gruszczyński – dramaturg, wicedyrektor ds. programowych, Łukasz Jóźków – inspicjent
Zespół aktorski:
- Magdalena Cielecka[11]
- Maja Ostaszewska[12]
- Magdalena Popławska[13]
- Andrzej Chyra[14]
- Bartosz Gelner[15]r
- Wojciech Kalarus[16]
- Jacek Poniedziałek[17]
- Jan Sobolewski[18]
- Jaśmina Polak
- Piotr Polak[19]
- Bartosz Bielenia[20]
- Mariusz Bonaszewski[21]